# Trampantojo
El trampantojo (de «trampa ante el ojo», del francés trompe-l'œil, «engaña el ojo») es una técnica pictórica que intenta engañar a la vista jugando con el entorno arquitectónico (real o simulado), la perspectiva, el sombreado y otros efectos ópticos de fingimiento, consiguiendo una «realidad intensificada» o «sustitución de la realidad». También se utiliza para su referencia el término «ilusionismo» (no debiendo ser confundido con el arte escénica de ese nombre, que también juega con la ilusión).
Los trampantojos suelen ser pinturas murales de acentuado realismo diseñadas con una perspectiva tal que, contempladas desde un determinado punto de vista, hacen creer al espectador que el fondo se proyecta más allá del muro o del techo (quadratura, di sotto in sù) o que las figuras sobresalen de él. Pueden ser interiores (representando muebles, ventanas, puertas u otras escenas más complejas) o exteriores (aprovechando la gran superficie de una pared medianera o los espacios de muro entre vanos reales). También son abundantes los trampantojos de menor tamaño, algunos pintados o taraceados en muebles o simulándolos (trampantojos llamados «de gabinete» —cabinet—, «de alacena» —cupboard— o «de armero») especialmente en los tableros de mesa de los que penden aparentemente todo tipo de objetos (naipes dispuestos para una partida, fingidas estampas de esquinas dobladas sujetas a un tablero con puntas o alfileres —las cuales se pueden incluir en el género del «cuadro dentro del cuadro»— etc.).
Las naturalezas muertas o bodegones  fueron en los siglos XVII y XVIII un género en el que los pintores recurrieron particularmente a la utilización del trampantojo. Obras esenciales del Renacimiento aplican este efecto, como la Cámara de los esposos de Andrea Mantegna, las grisallas flamencas, los cenacoli florentinos o la pala di San Zaccaria de Giovanni Bellini. Lo mismo ocurre con muchas obras del Barroco: Las Meninas de Velázquez se exhibió durante muchos años en el Museo del Prado de forma que se hacía «entrar» al espectador en el cuadro con ayuda de un espejo y de la iluminación real de la sala a través de un ventanal dispuesto de manera idéntica a los del Alcázar representados en el lado derecho del cuadro. En la pintura contemporánea, los surrealistas (especialmente Dalí y Magritte) y los hiperrealistas han utilizado el trampantojo con frecuencia.
Las fuentes literarias de Plinio el Viejo y Vitruvio que recogen datos sobre la pintura griega antigua, hablan de trampantojos en ella: por ejemplo, Parrasio se consideraba superior a Zeuxis por haber conseguido engañar a su rival con una cortina pintada que este intentó descorrer al tomarla por real, mientras que las uvas pintadas por Zeuxis solo habían logrado engañar a los pájaros que intentaban comerlas, también pintó (hacia 468-458 a. C.) una cortina realista sobre un decorado para una tragedia de Esquilo, la cual suscitó un debate intelectual. El recurso de la cortina (o del quicio, o del propio marco) o de la superposición de pequeños elementos que pudieran tomarse por ajenos al cuadro (como puede ser una mosca) son formas características de provocar un efecto ilusionista en los trampantojos.
A pesar de que los trampantojos son más propios de la pintura, también existen famosos «engaños» en arquitectura, como el Teatro Olímpico de Andrea Palladio, la Scala Regia de Gianlorenzo Bernini (en la Ciudad del Vaticano), la Galería Spada de Francesco Borromini (en el Palazzo Spada) o la escalera Potemkin en Odesa. En estos casos se trata de contrarrestar ciertas impresiones o modificar la percepción del espacio mediante efectos arquitectónicos, como por ejemplo, variar la altura de las columnas o la longitud de los escalones para conseguir (en el caso de las escaleras) que parezcan mucho más largas.

## Perspectiva histórica
Tras su utilización en la decoración mural de las viviendas acomodadas romanas, el ilusionismo arquitectónico pompeyano dejó de ser una técnica usada por los pintores.

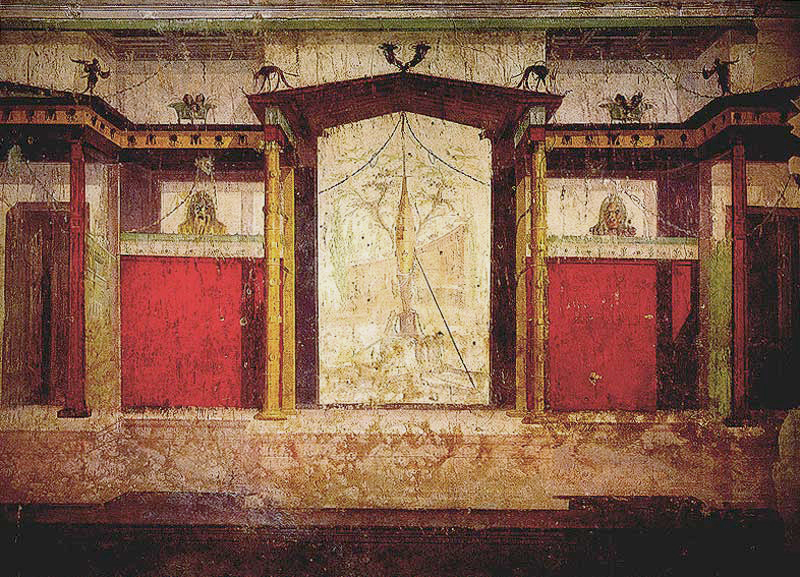
Frescos de la Casa de Augusto en la Colina Palatina de Roma.
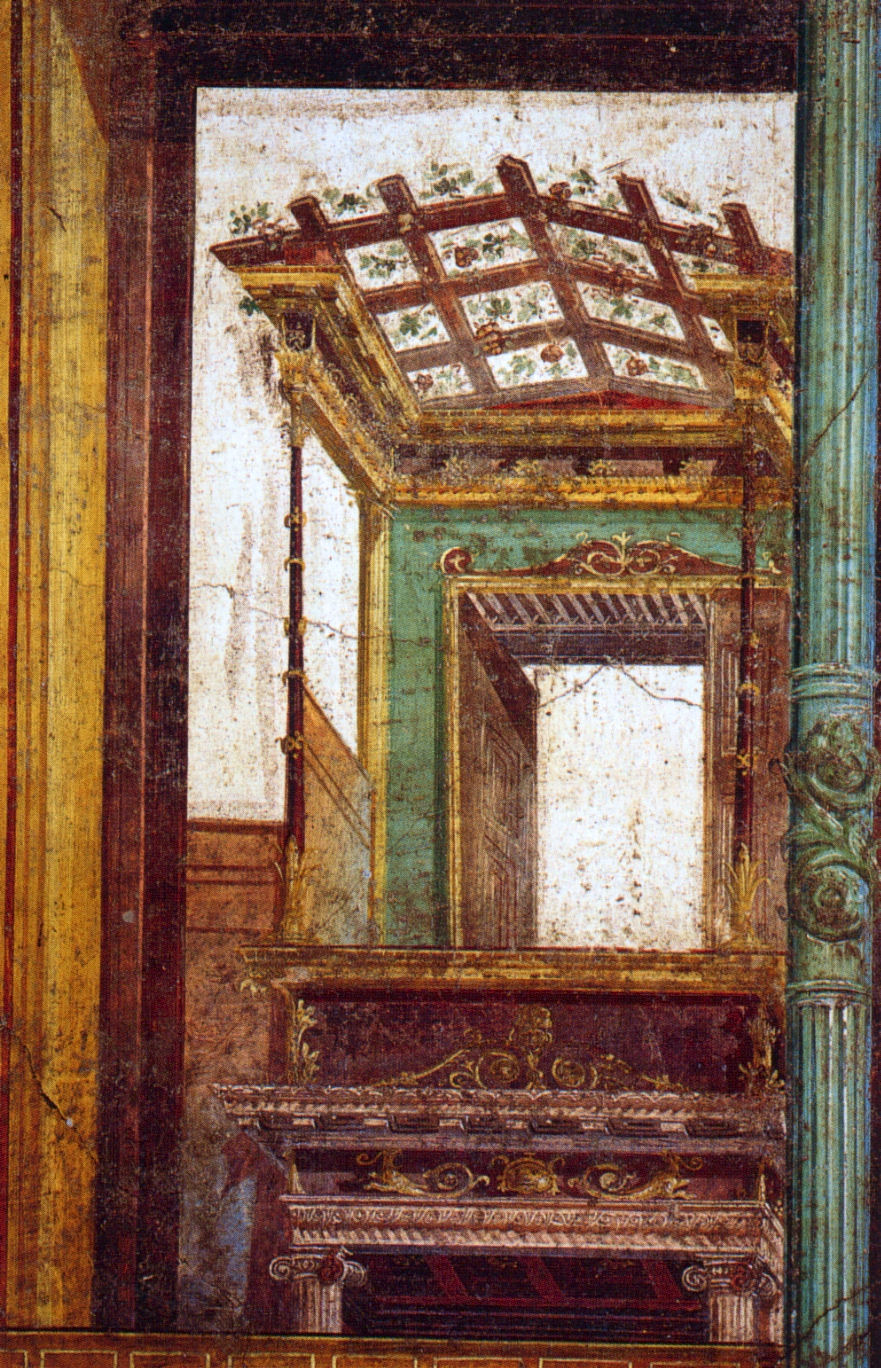
Frescos de la Casa de Marco Lucrecio Frontón en Pompeya.
Ritual órfico-dionisíaco representado como un trampantojo sobre un entorno de arquitectura simulada en una estancia de la Villa de los Misterios en Pompeya.
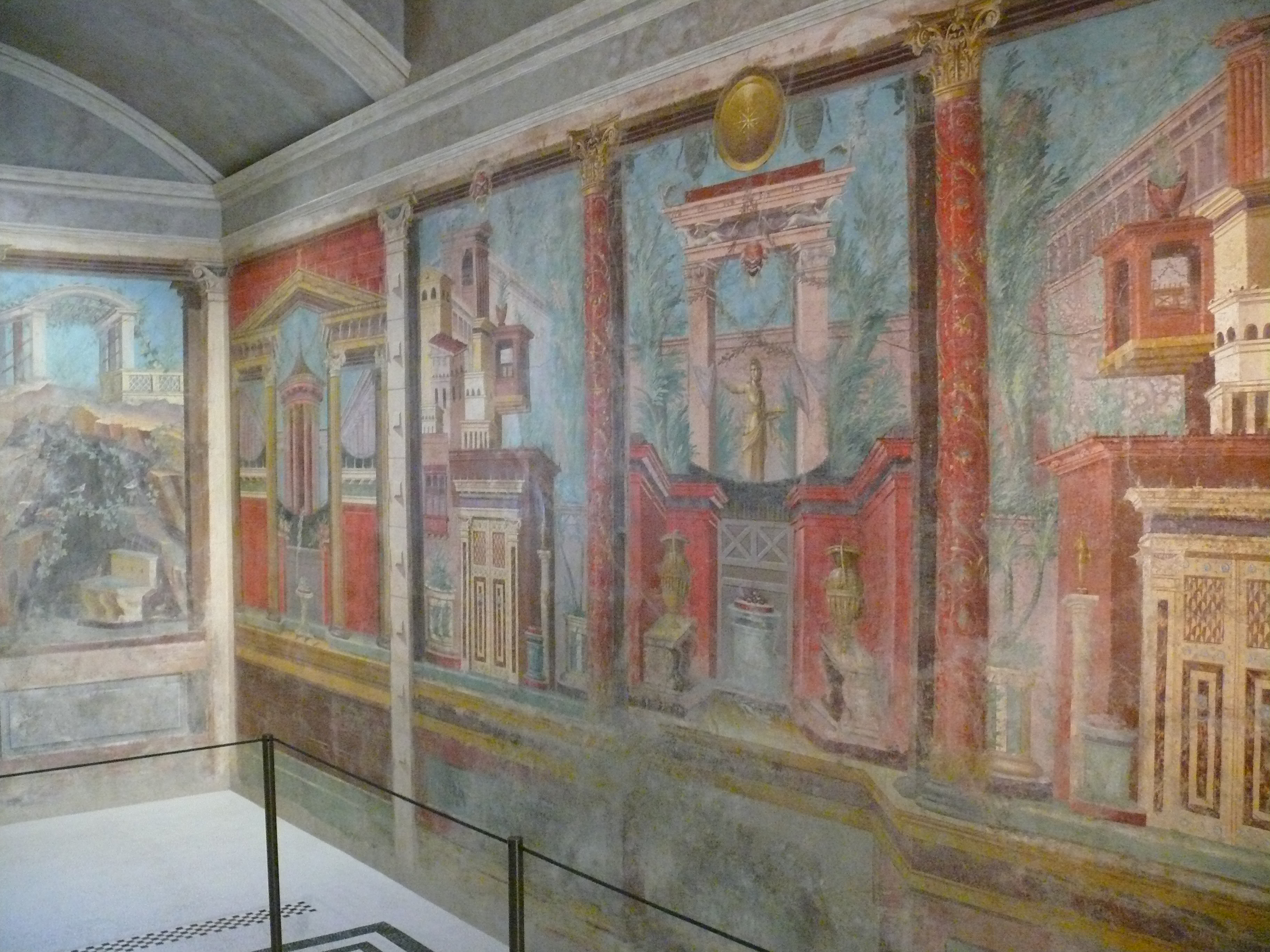
Frescos del cubiculum de P. Fannius Synistor en Boscoreale.

La pintura medieval, hasta el siglo XV, ignoró la perspectiva cónica y la representación de la tercera dimensión de las figuras. Su entorno se realizaba de forma ingenua o primitivista,

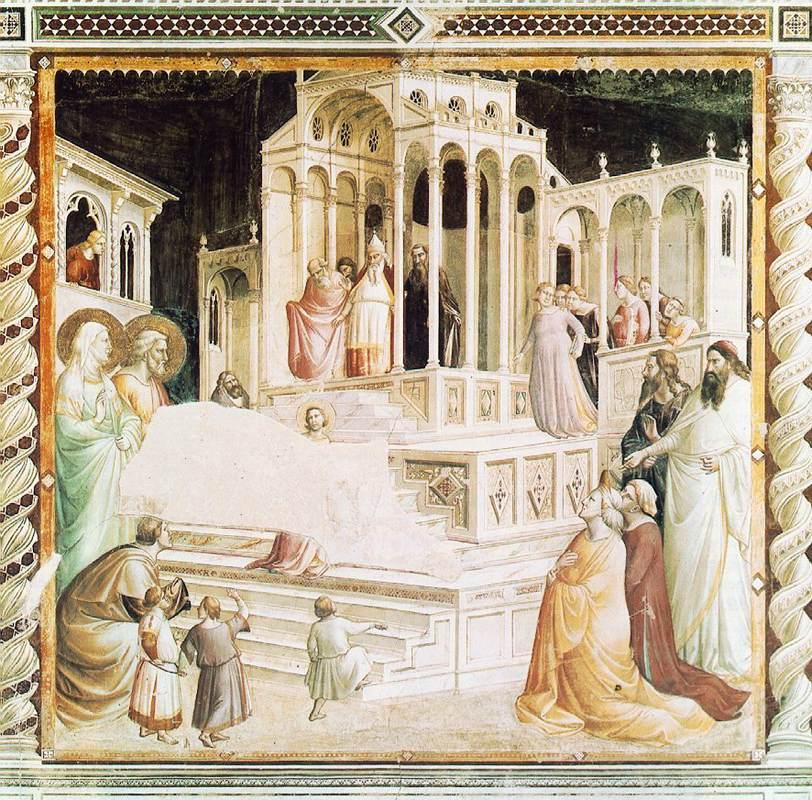
Presentación de María en el Templo, de Taddeo Gaddi (ca. 1330).
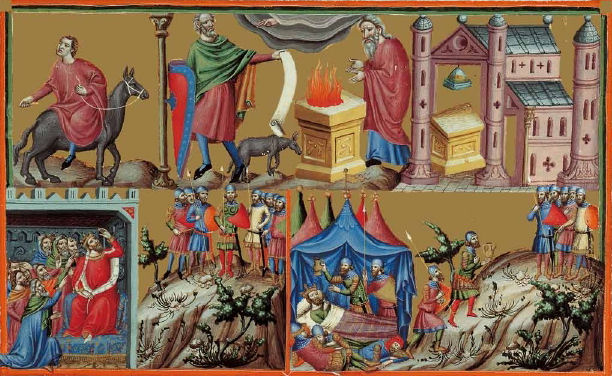
Salterio anglo-catalán - M. Moleiro. Anglo-Catalan Psalter catalogue; fuente citada en Salterio anglocatalán, de Ferrer Bassa (ca. 1340).

El descubrimiento de las leyes de la perspectiva (regula albertiana) en la Florencia del humanismo quattrocentista, impulsó el uso de los trampantojos. Los primitivos flamencos, sin tal vertiente intelectual, desarrollaron simultáneamente la representación de la tercera dimensión sobre la base de técnicas artesanales (espejos y quizá cámara oscura) también presentes en Italia.

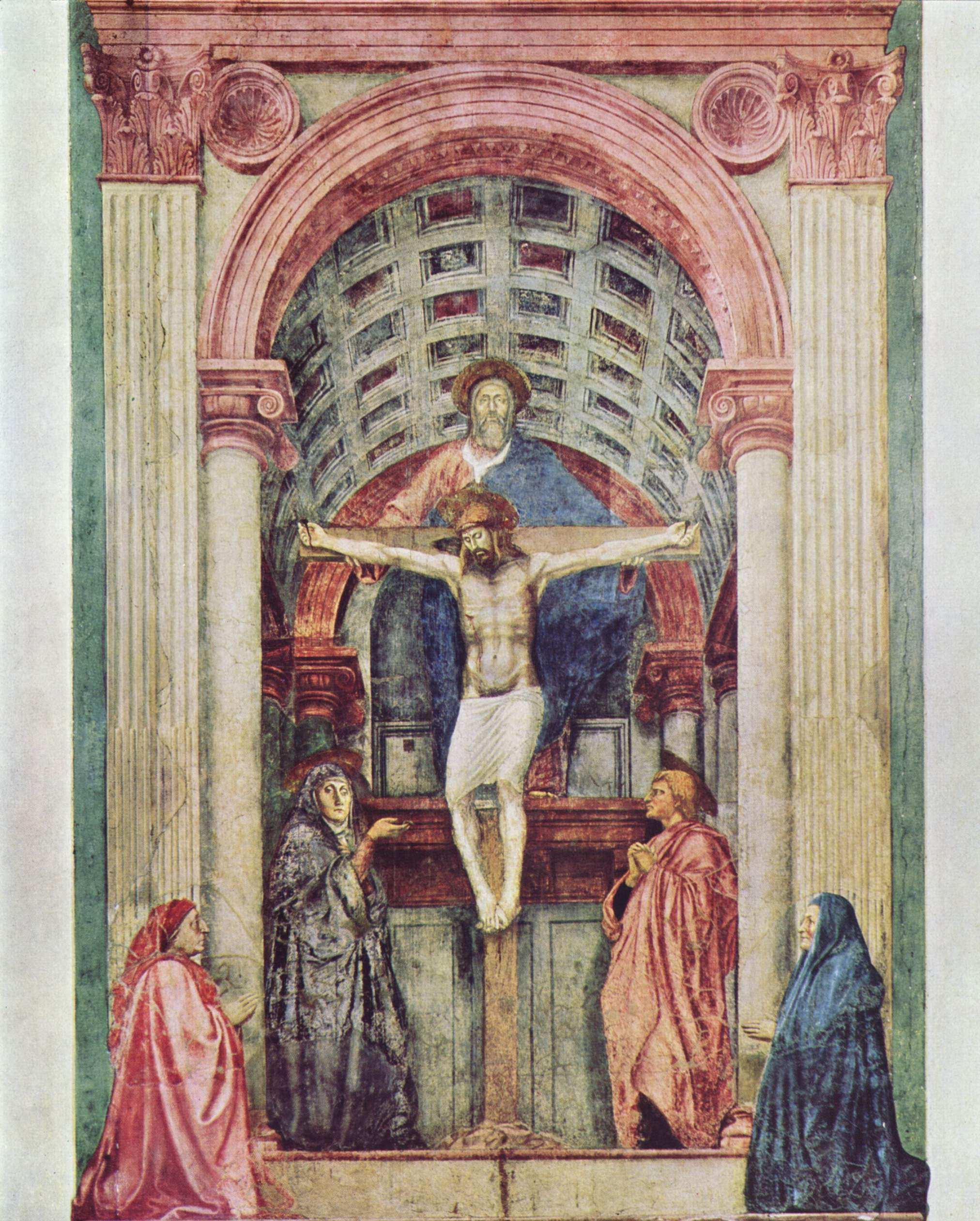
Trinidad, de Masaccio, ca. 1425.
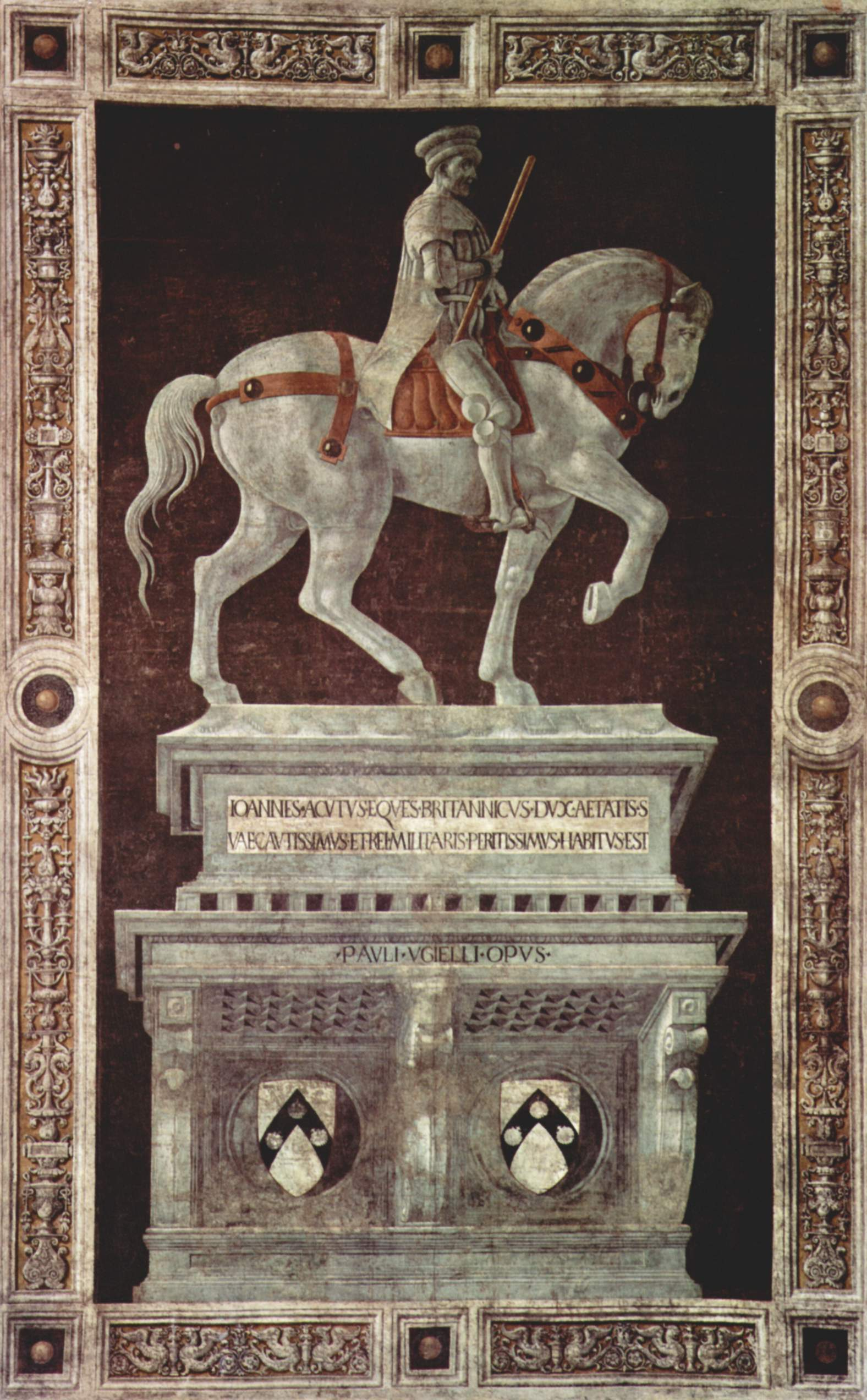
Monumento funerario a Sir John Hawkwood, de Paolo Ucello, 1436.
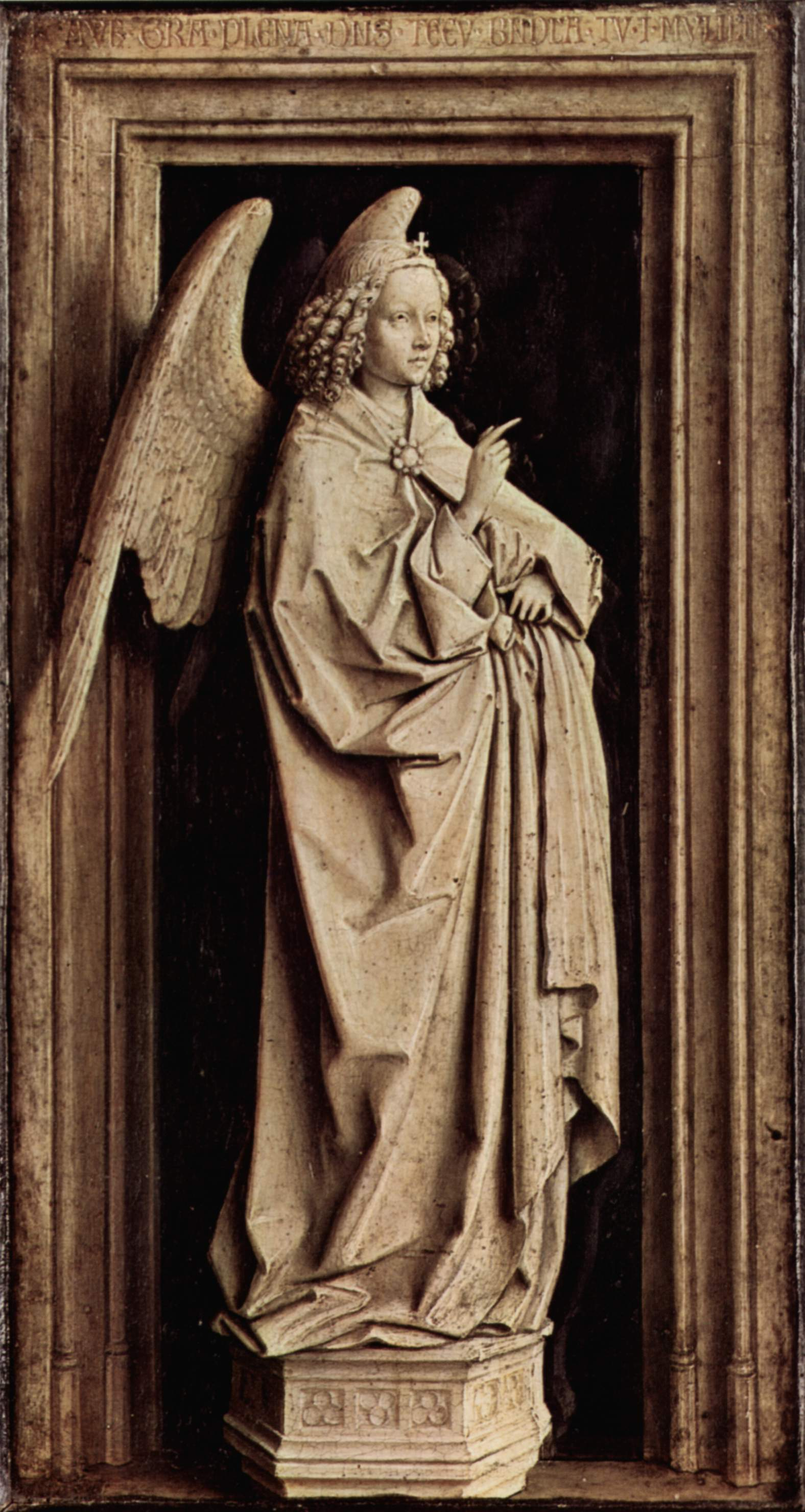
Detalle de la Anunciación, grisalla de Jan Van Eyck, 1439.
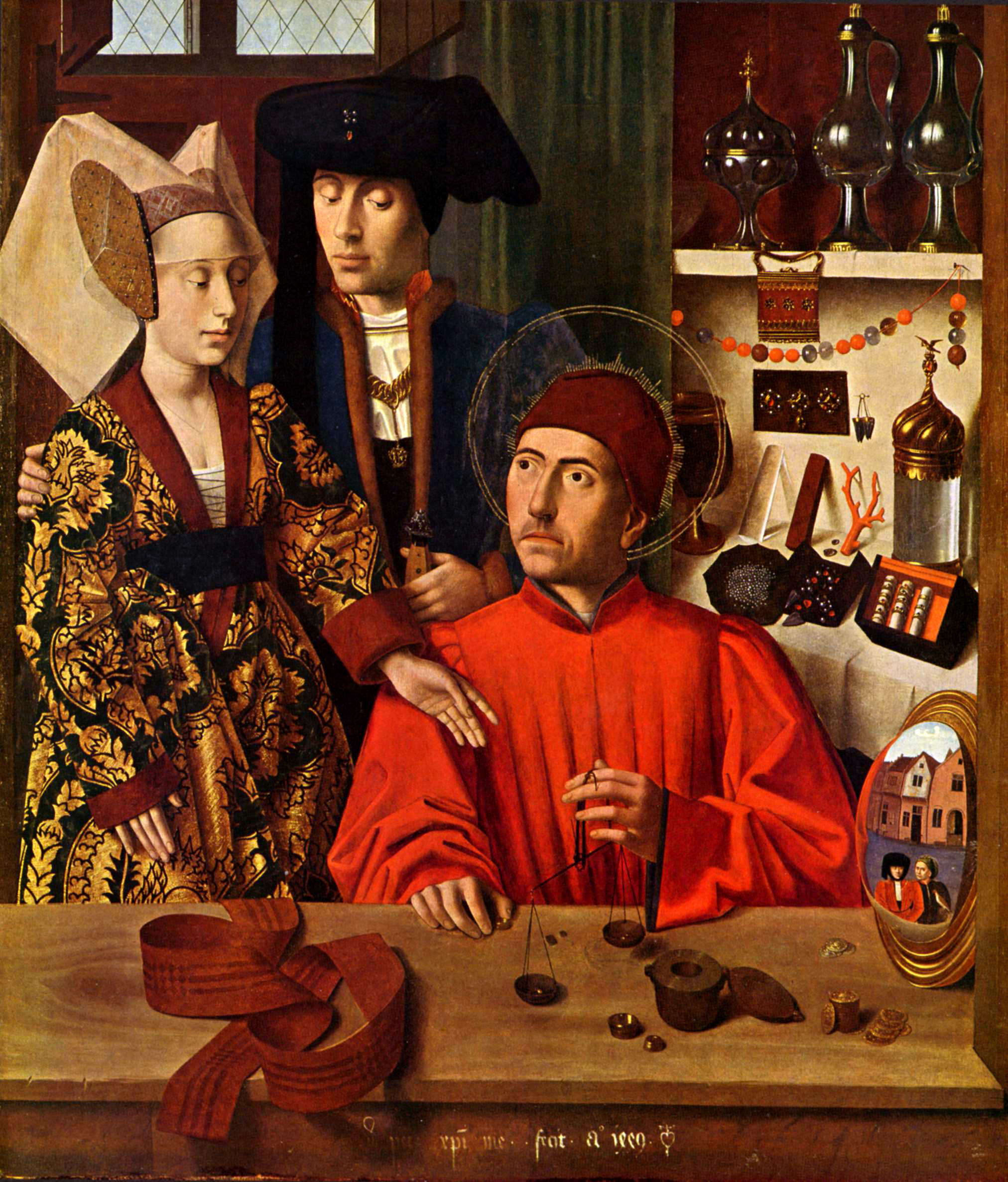
Un orfebre en su taller, de Petrus Christus, 1449.

Desde las décadas centrales del siglo XVI, el Manierismo se interesó particularmente en la concepción equívoca de los espacios y las perspectivas. El Barroco llevó esas especulaciones formales a extremos notables.

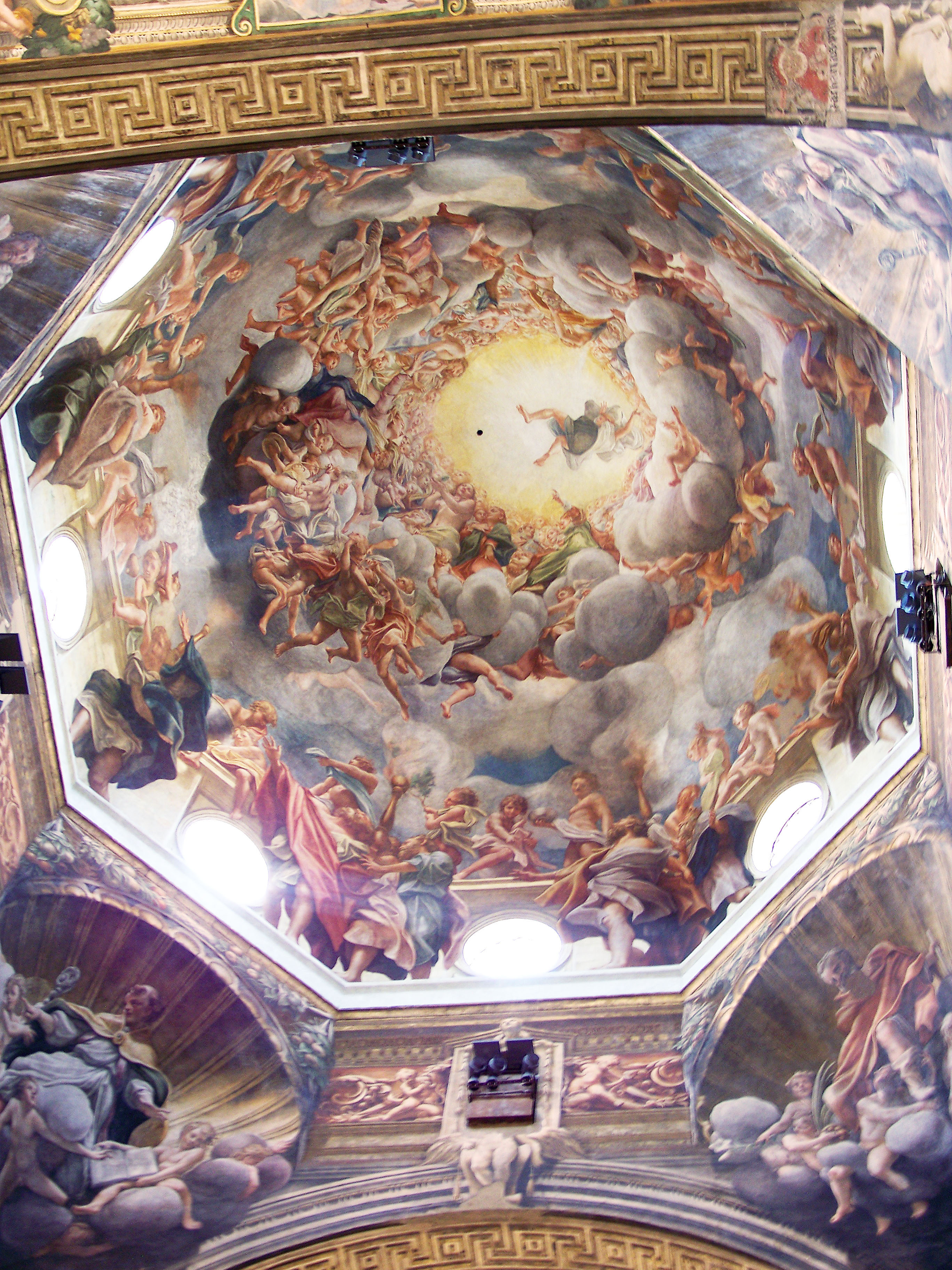
Cúpula de la catedral de Parma, de Correggio, 1530.
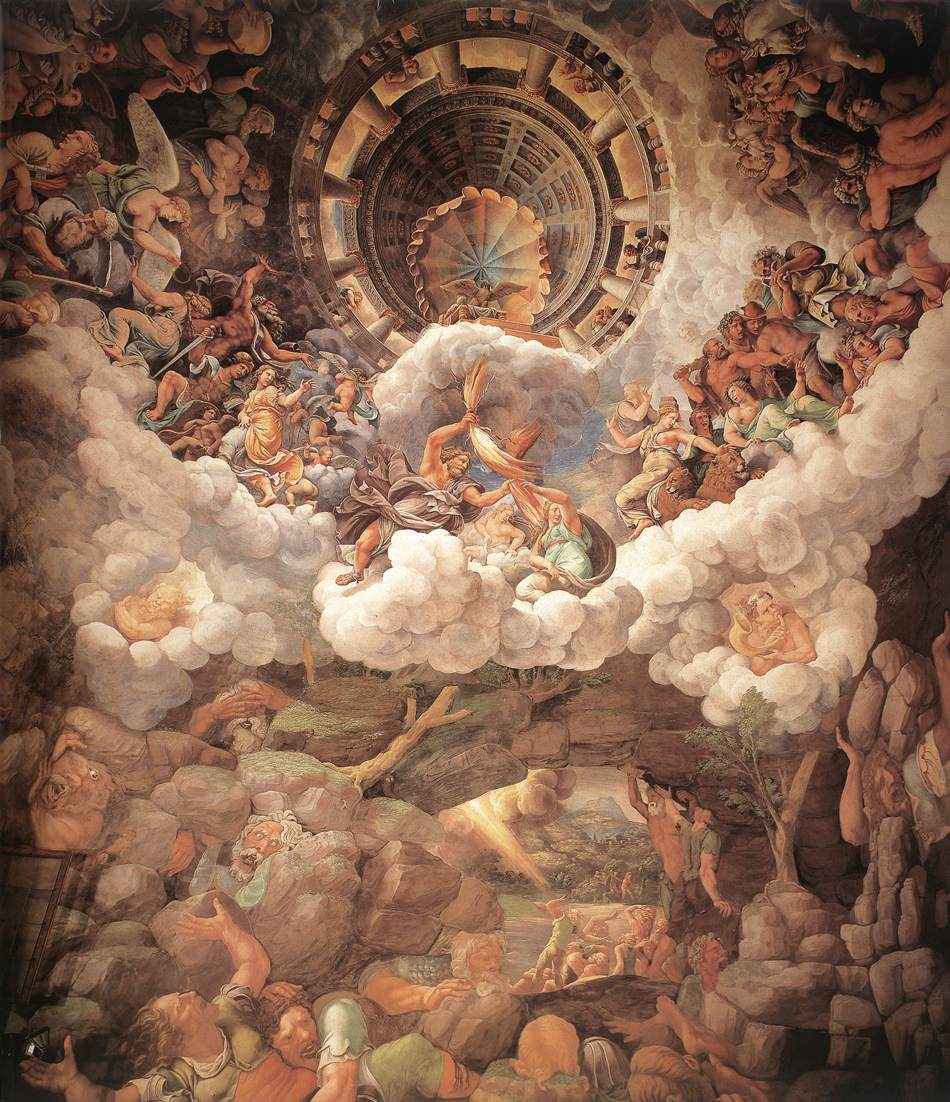
Techo y pared sur de la Sala dei Giganti, Palacio del Té, Mantua.
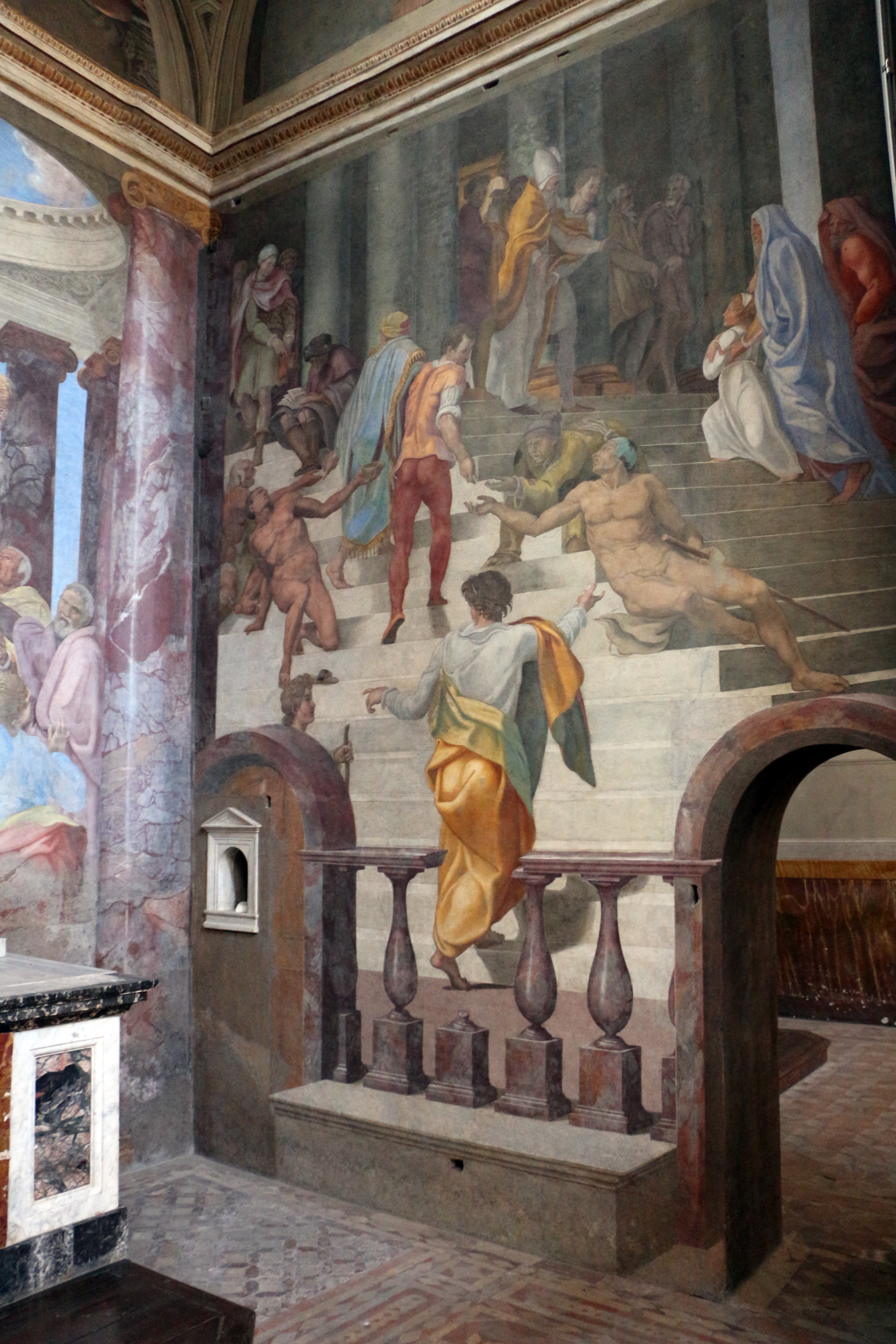
Presentación de la Virgen de Daniele da Volterra en la capilla de Lucrecia Della Rovere en la iglesia de la Trinità dei Monti (Roma), 1548-1560.
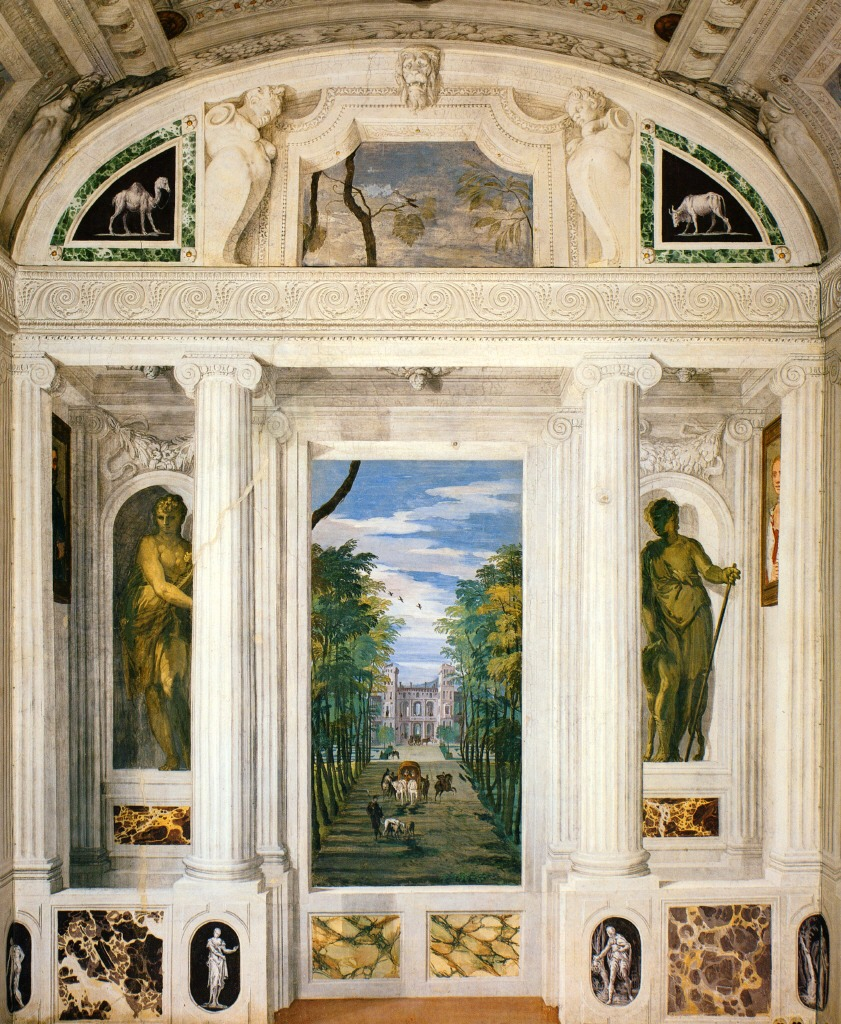
Frescos de la Villa Barbaro del Veronés, ca. 1560.
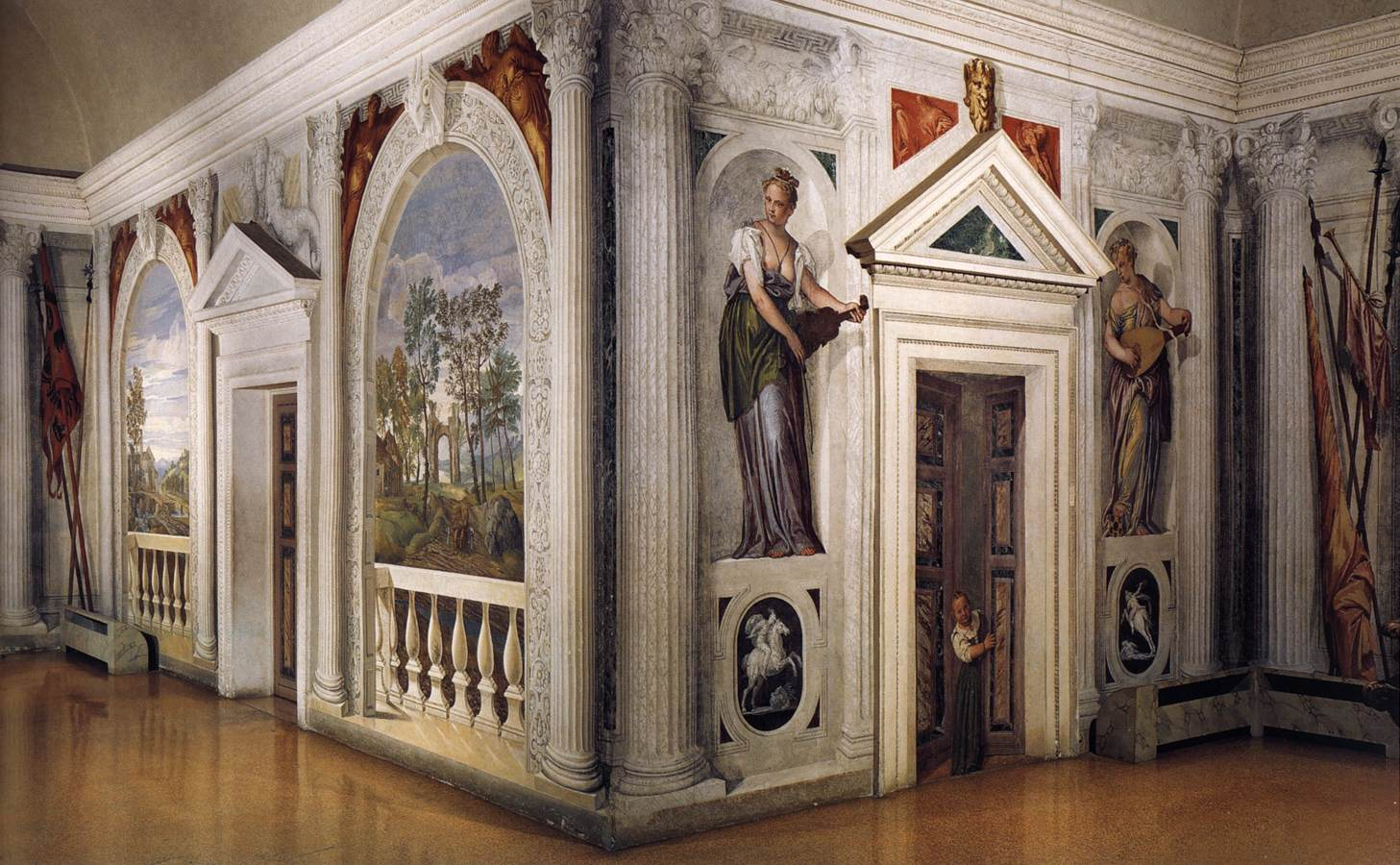
Frescos de la Villa Barbaro del Veronés, ca. 1560.

### Edad Contemporánea

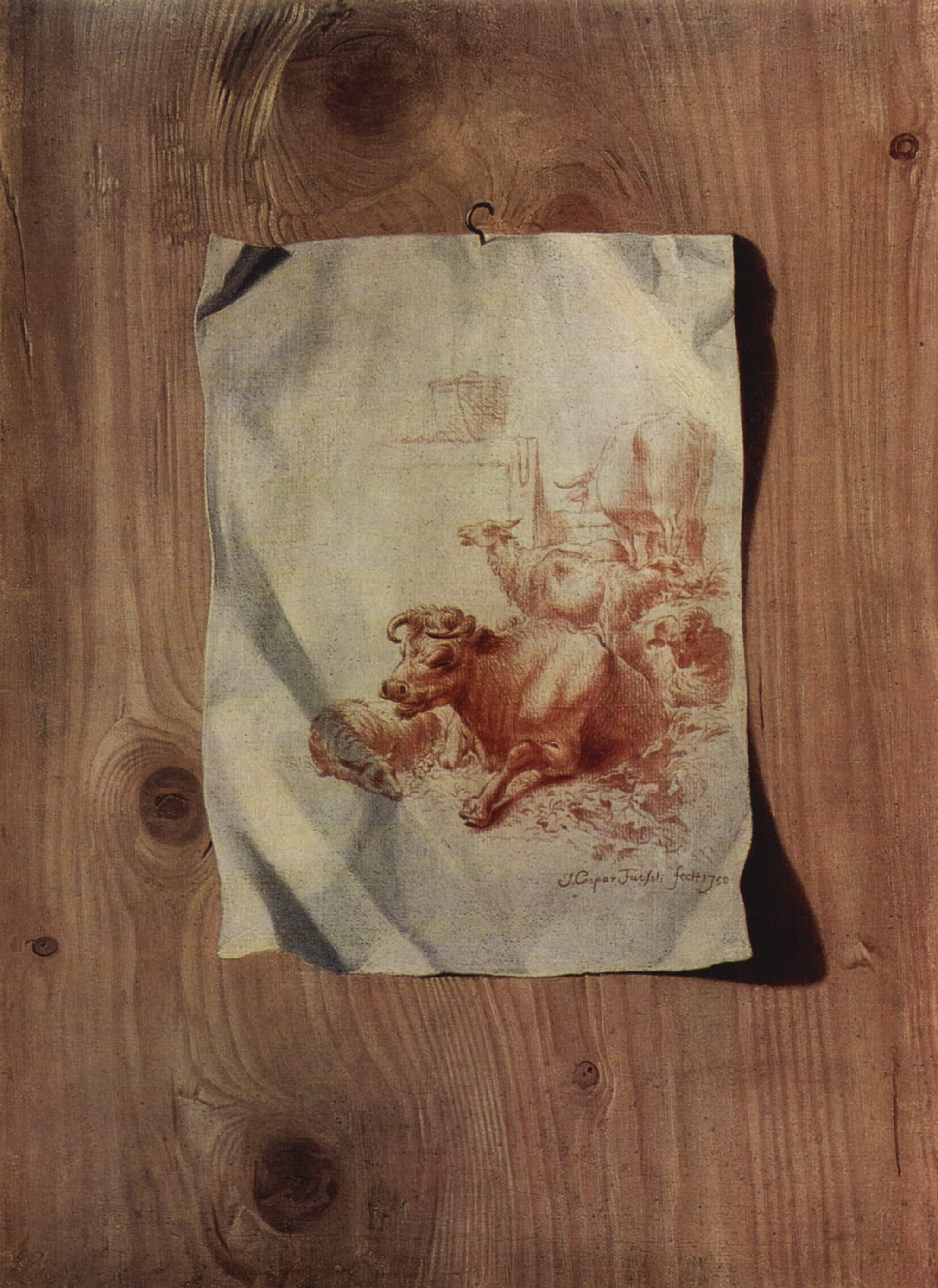
Trompe-l'oeil, de Johann Heinrich Füssli.
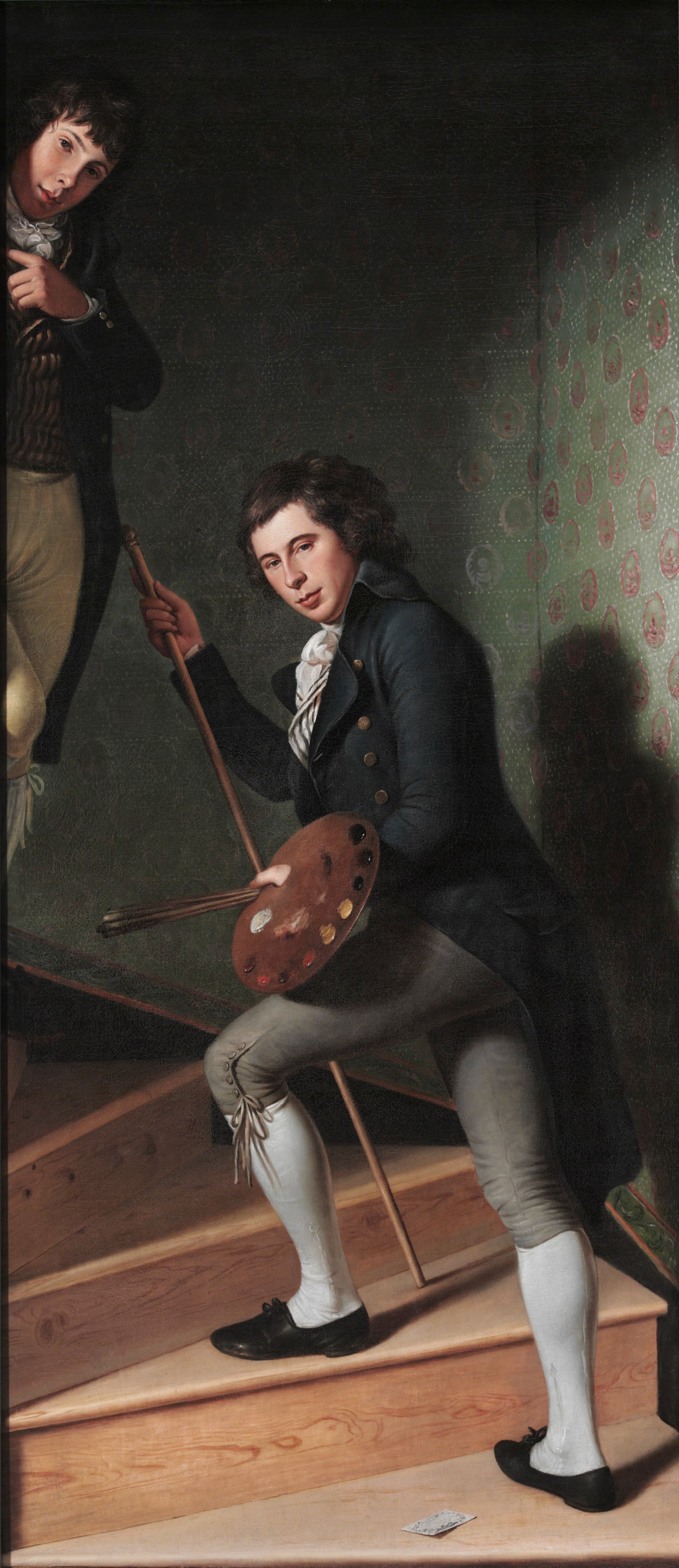
El grupo de la escalera, de Charles Willson Peale, 1793.
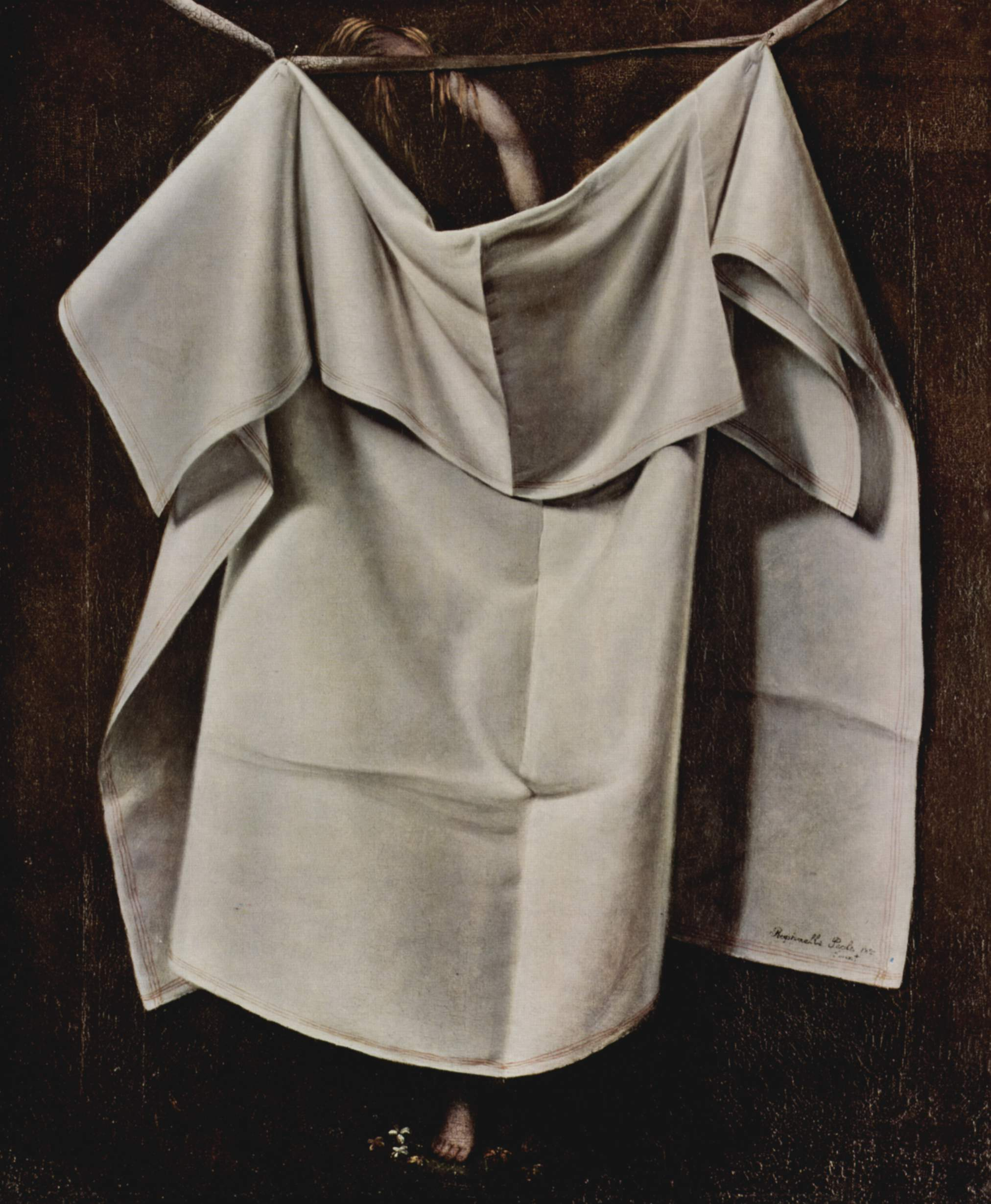
Venus surgiendo del mar, de Raphaelle Peale (hijo del anterior), ca. 1822.
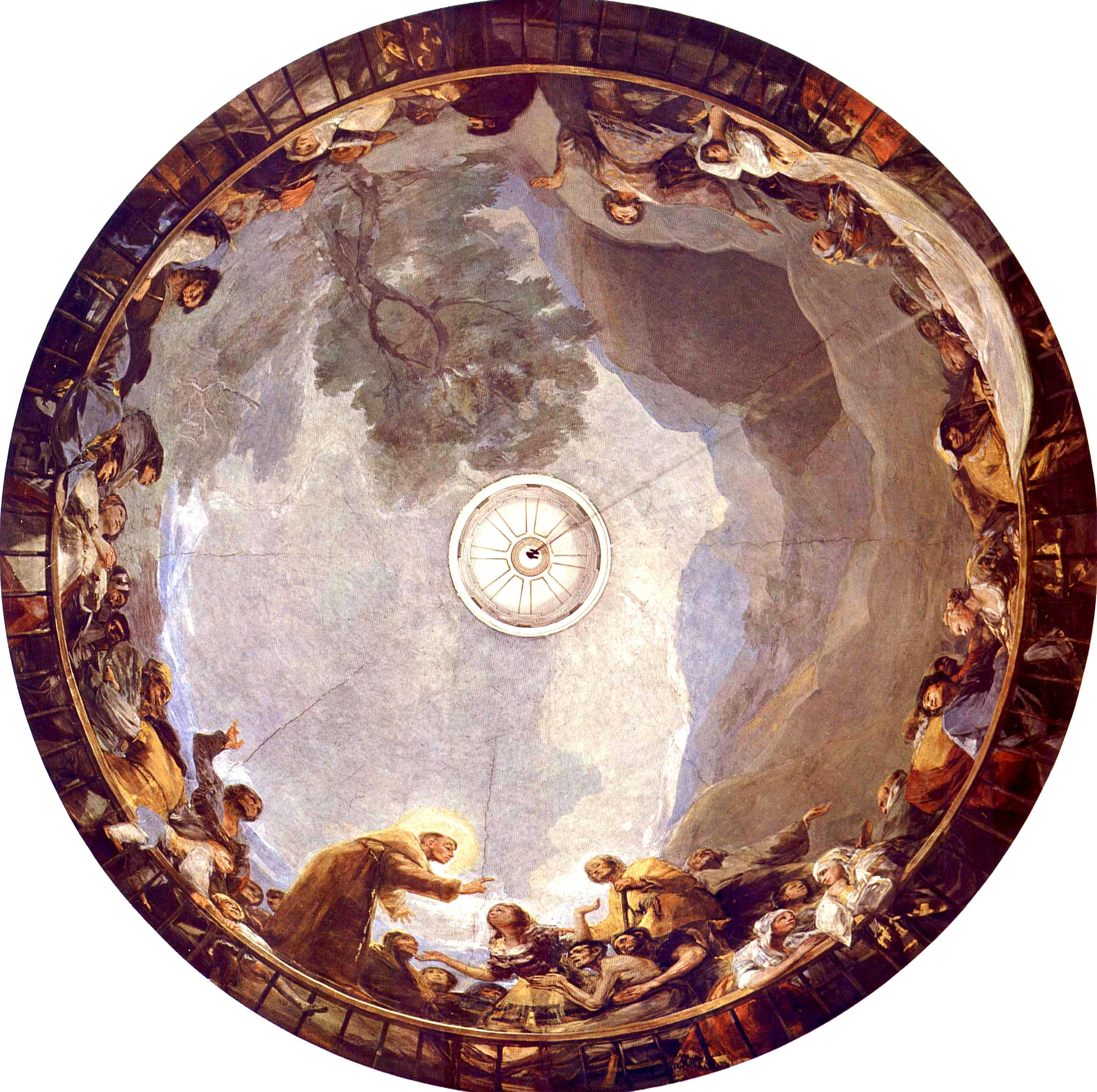
Cúpula de San Antonio de la Florida, de Goya, 1798.
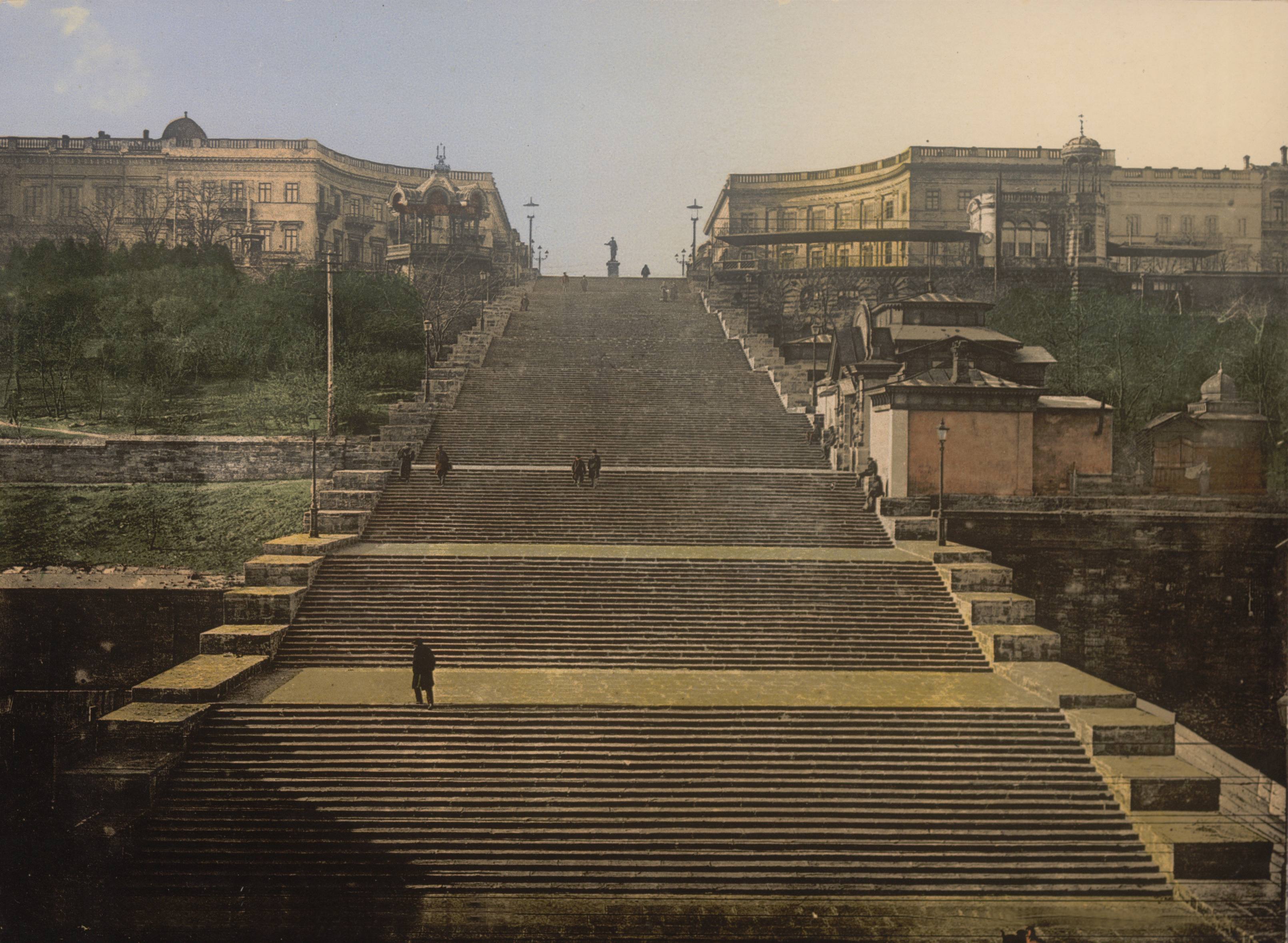
Escalera Potemkin, de Francesco Boffo.
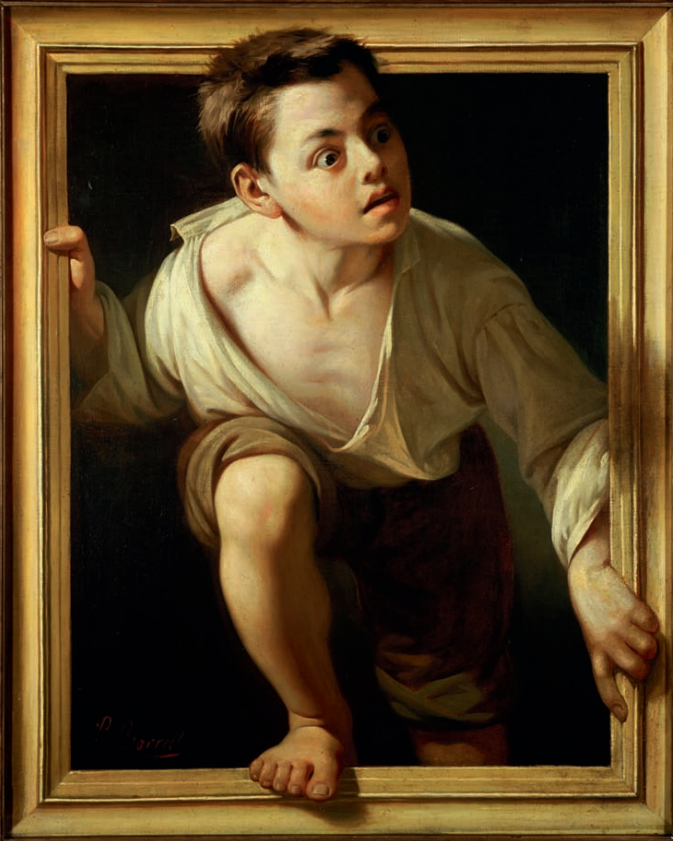
Huyendo de la crítica, de Pere Borrell del Caso, 1874.

Algunos dibujantes de excepcional imaginación, como Piranesi en el siglo XVIII (época de la arquitectura visionaria) y Escher en el XX (época del surrealismo), han utilizado las perspectivas de tal modo que falsean el propio concepto de realidad visible. Las escaleras, muy utilizadas por ambos (en Escher, invirtiendo su sentido de forma extrañamente verosímil, pero imposible), son un recurso habitual en los trampantojos, debido a su complejidad (líneas y planos proyectándose y rotando en el espacio). Su dinamismo también se ha utilizado en el cine: las escaleras de Odesa en El acorazado Potemkin de Serguéi Eisenstein, las que usaba recurrentemente Alfred Hitchcock o las móviles del Colegio Hogwarts en la serie de películas de Harry Potter.

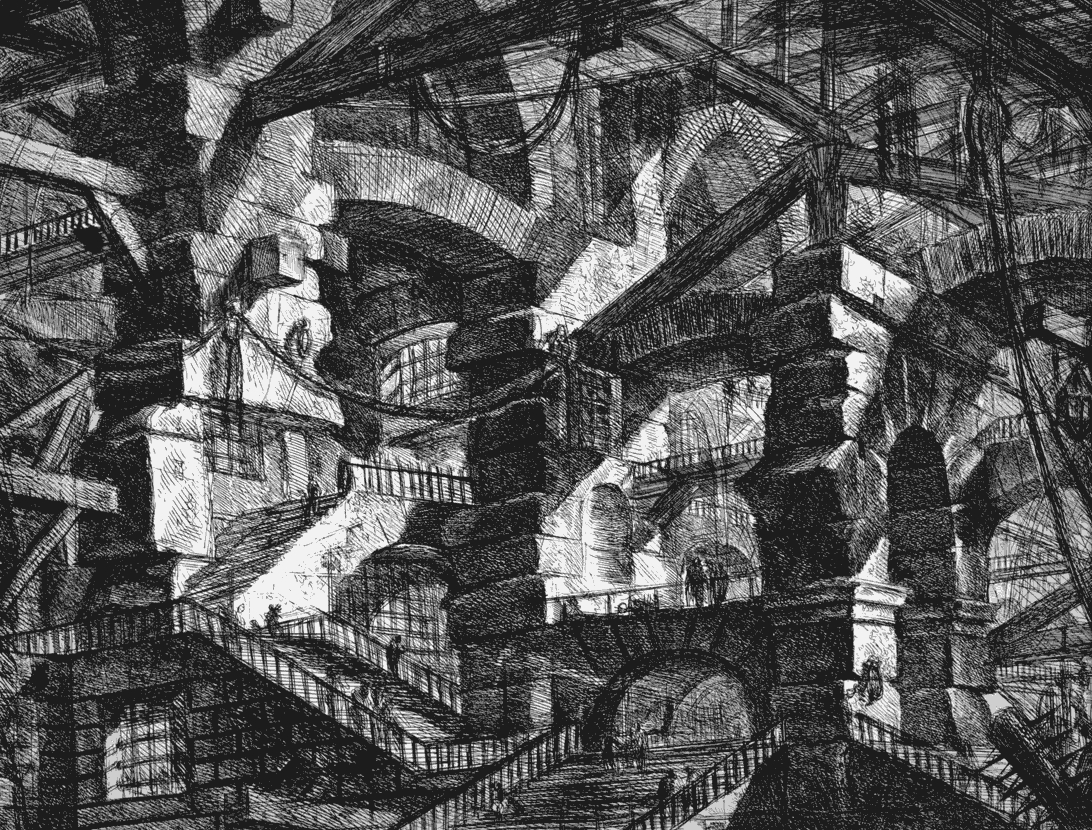
Grabado de la serie Le Carceri d'Invenzione, de Piranesi.
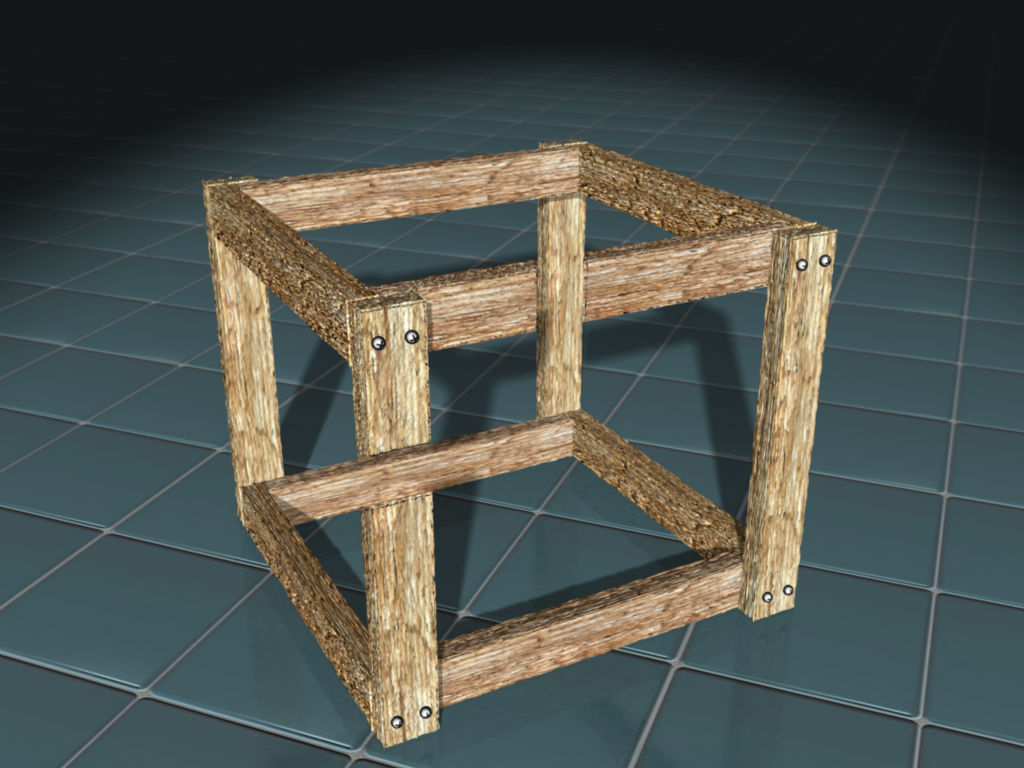
Cubo imposible,[15] una de las ideas en las que se basan los dibujos de Escher (las obras de Escher están sujetas a derechos y no pueden reproducirse aquí).
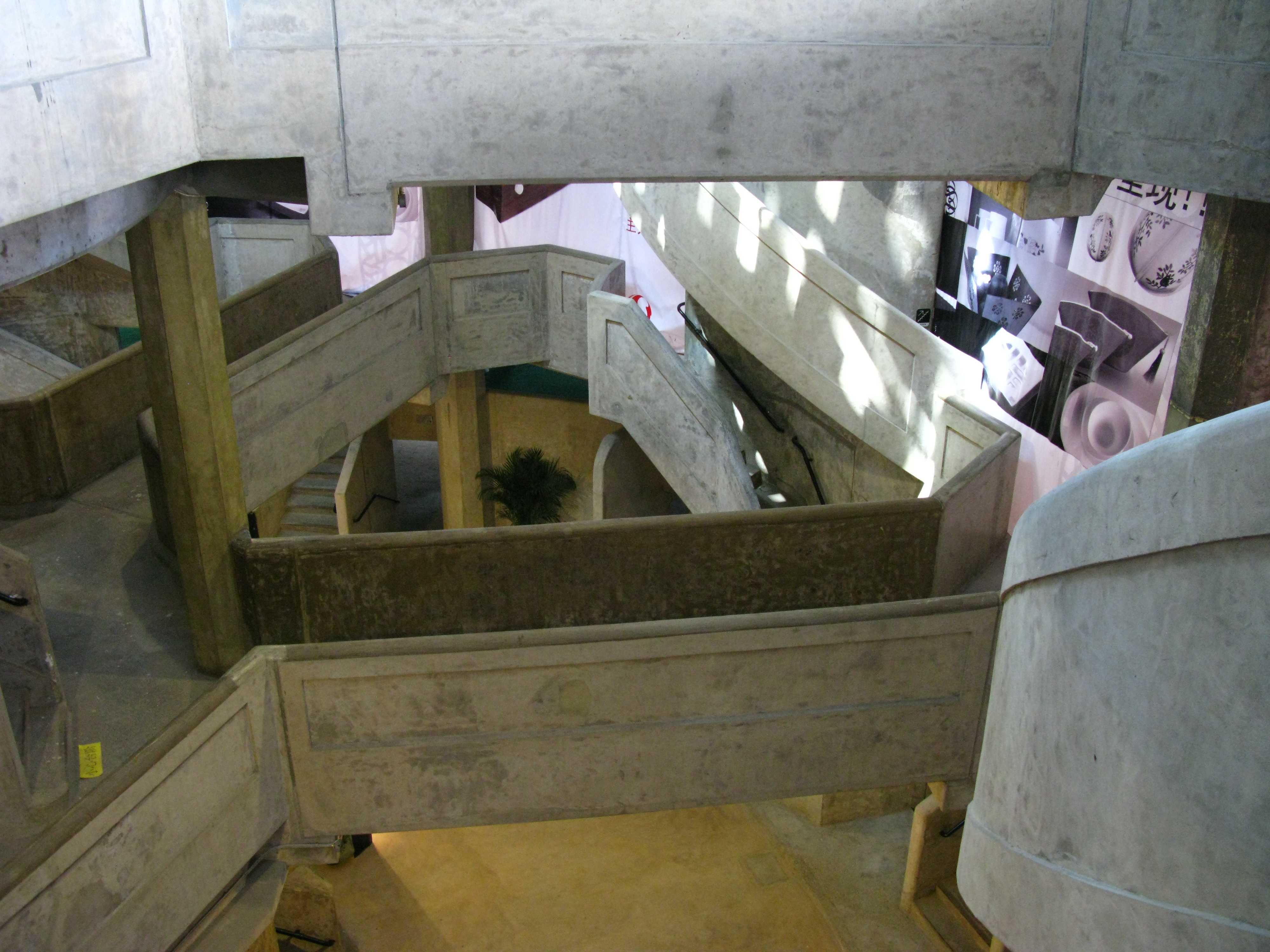
Interior real de un edificio en Shanghai.

La decoración urbana, que comenzó a utilizar el trampantojo en el Renacimiento (especialmente en la arquitectura efímera del Barroco) sigue usándolo, tanto en su vertiente regular-institucional (Richard Haas) como en su vertiente irregular. Este concepto es utilizado por artistas callejeros más o menos espontáneos, como Julian Beever, Banksy o Zilda.

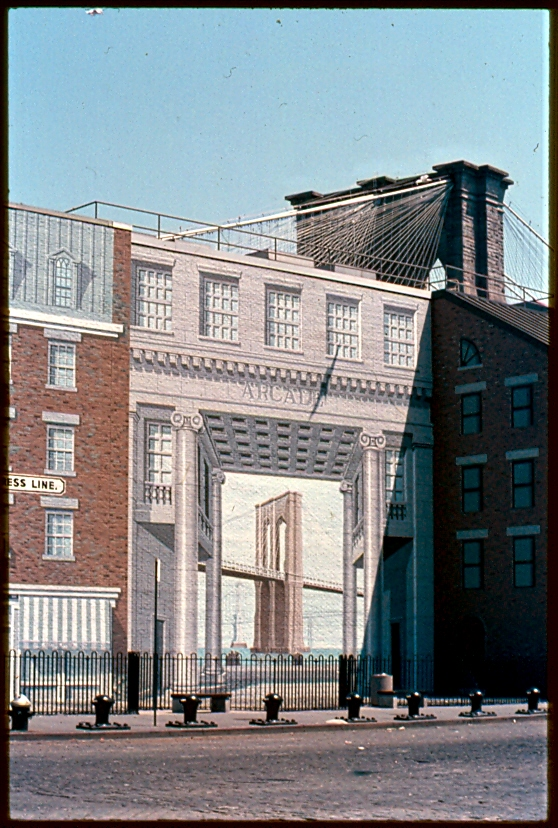
Trampantojo callejero ante el puente de Brooklyn.
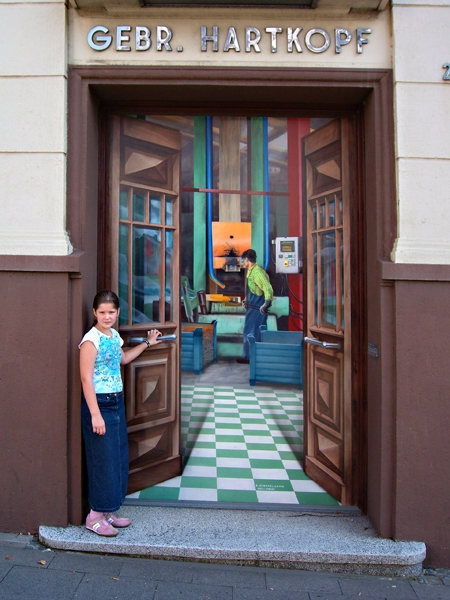
Trampantojo callejero en Solingen.
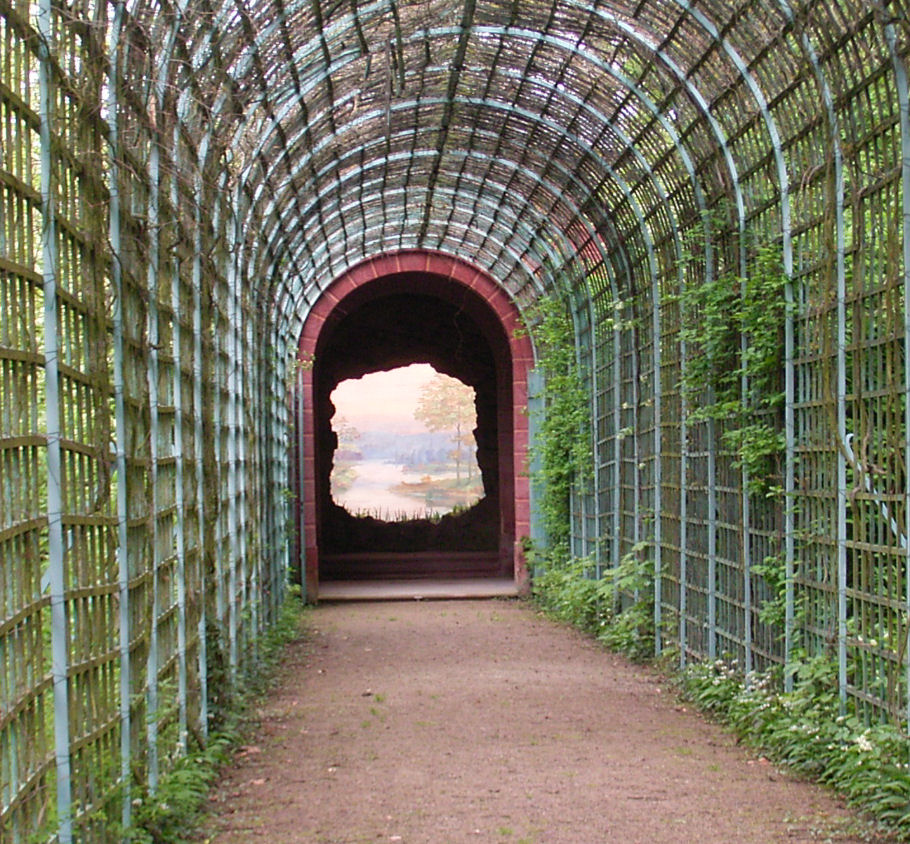
Trampantojo de los jardines de Schlossgarten en Schwetzingen.
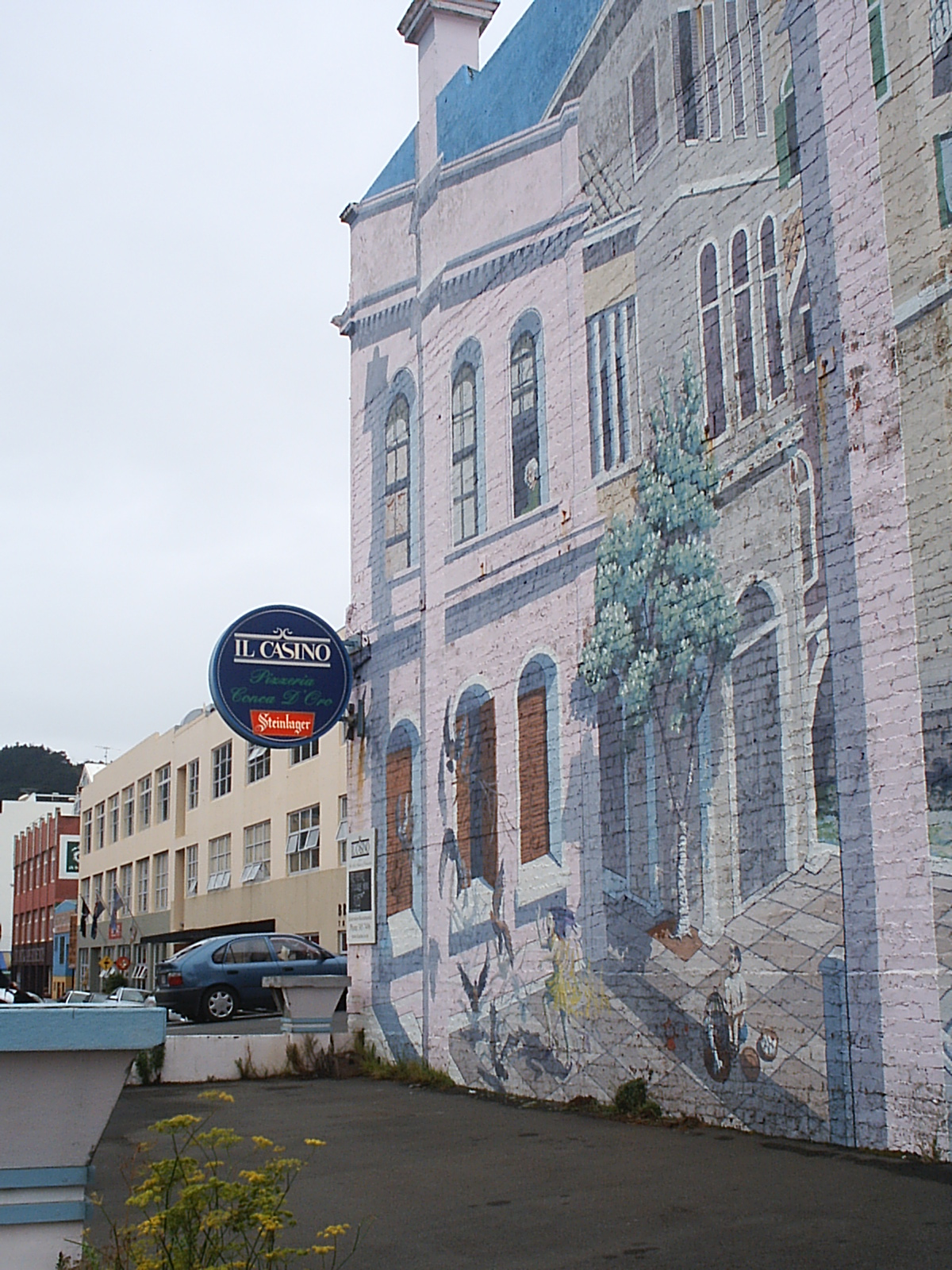
Trampantojo anamórfico en una calle de Wellington.
Sweep It Under The Carpet, uno de los grafitis de Banksy.

## Trampantojos en fotografía y cine
Mientras que las artes escénicas han utilizado desde la Antigüedad recursos auxiliares de trampantojo en su escenografía (como la capa de arlequín "manteau d'arlequin"), la fotografía y el cine son en sí mismos recursos para producir un engaño visual o fingimiento de la realidad; es decir, un trampantojo. Lo mismo ocurría con los que fueron sus antepasados técnicos, como la cámara oscura o la linterna mágica. Bien es cierto que, entendidos como artes en sí mismos, utilizan el trampantojo para obtener ciertas imágenes que producen particulares efectos ilusionísticos más allá del genérico en que se basan. De hecho, la perspectiva forzada es una técnica fotográfica muy utilizada.

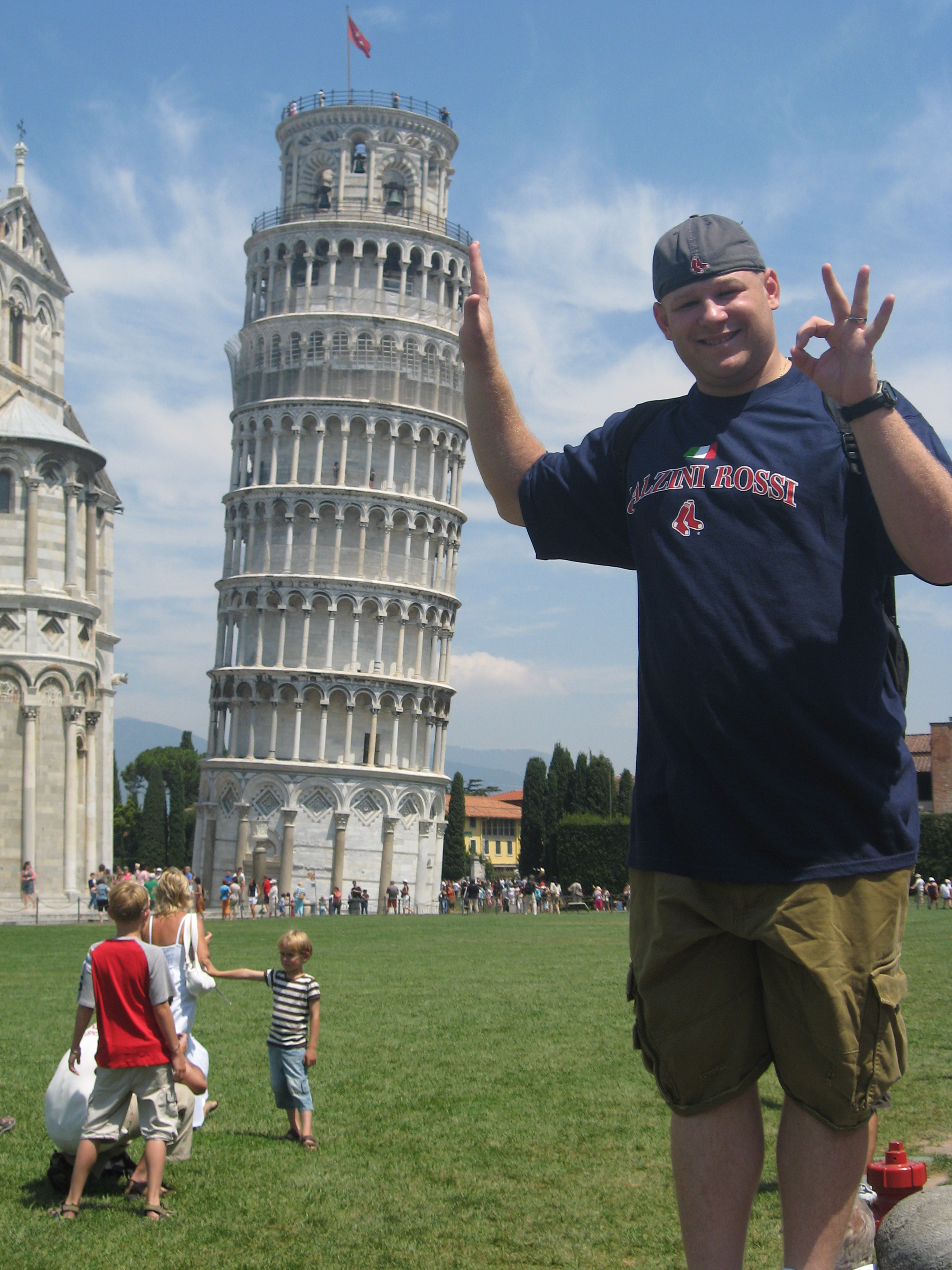
Fotografía turística típica con la torre de Pisa

Los trampantojos también han sido utilizados con profusión en el cine hasta la aparición de los efectos especiales digitales. Desde simular una vista exterior a través de una ventana en escenas rodadas en decorados interiores, hasta la simulación de todo un «grandioso» decorado exterior.[cita requerida]
Un método habitual (matte en inglés) era pintar el «gran» exterior (ciudades, cielo, etc.) en una tabla de madera de pocos metros que se situaba relativamente cerca de la cámara (pero ocupando solo una parte del encuadre), mientras que la escena real tenía lugar más lejos y ocupando el resto del encuadre de la cámara; así, haciendo coincidir el borde del trampantojo pintado con la escena real, el efecto era que todo se desarrollaba en un gran escenario cuyo coste de construcción hubiera sido prohibitivo. Incluso se podía llegar a tener todo el decorado como trampantojo, ocupando todo el encuadre y solo a través de un hueco en él tendría lugar la escena real. Se podría decir que en el cine, para conseguir este efecto de ilusión óptica, se juega con elementos como la escala de los distintos elementos que conforman la perspectiva, así como la distancia de la cámara al objeto filmado y la profundidad de campo.[cita requerida]
Una variación es el método Schüfftan (por su inventor Eugen Schüfftan), en el que delante de la cámara lo que se colocaba era un espejo parcialmente transparente, sin parte de la película reflectante del mismo. En la parte espejada se reflejaba el trampantojo y a través de la parte transparente tenía lugar la escena real.